# Bill L. Norton
Bill L. Norton (* 13. August 1943 in Los Angeles County, Kalifornien) ist ein US-amerikanischer Film- und Fernsehregisseur und Drehbuchautor.
Er ist der Sohn des Drehbuchautors William W. Norton, der 1986 am Waffenhandel für die IRA und INLA in Nordirland beteiligt war. Norton war mit der Kostümbildnerin Rosanna Norton verheiratet.
Norton tritt seit frühen 1970er als Regisseur in Erscheinung. Sein inszenatorisches Schaffen umfasst mehr als 50 Produktionen, zuletzt drehte er von 2007 bis 2009 für die Serie Lincoln Heights. Als Drehbuchautor war er erstmals 1964 tätig.

## Filmografie (Auswahl)
- 1971: Cisco Pike (Regie, Drehbuch)
- 1977: Outlaw Blues (Drehbuch)
- 1979: The Party is over… Die Fortsetzung von American Graffiti (More American Graffiti, Regie, Drehbuch)
- 1983: Die Aufreißer von der Highschool (Losin’ It, Drehbuch)
- 1985: Baby – Das Geheimnis einer verlorenen Legende (Baby... Secret of the Lost Legend, Regie)
- 1987: High-Life am Strand (Back to the Beach, Drehbuch)
- 1987: Drei auf dem Highway – Three for the Road (Three for the Road, Regie)
- 1994: Hercules und das Amazonenheer (Hercules and the Amazon Women, Fernsehfilm, Regie)
- 1994: Hercules im Reich der toten Götter (Hercules in the Underworld, Fernsehfilm, Regie)
- 2001–2003: Angel – Jäger der Finsternis (Fernsehserie, sechs Folgen)
- 2006–2007, 2009: The Unit – Eine Frage der Ehre (Fernsehserie, 4 Folgen)
- 2007–2009: Lincoln Heights (Fernsehserie, 4 Folgen)